# San Carlo (empresa)
San Carlo Gruppo Alimentare S.p.A. más conocida como San Carlo es una empresa italiana de alimentación dedicada a la producción y distribución de snacks, patatas fritas y frutos secos.

## Historia
Fue fundada en 1936 por Francesco Vitaloni como una rosticceria llamada «La Rosticceria San Carlo» en honor a una iglesia cercana a su ubicación en Milán, la de San Carlo al Lazzaretto. Tenían una especialidad, las patatas fritas, que distribuían por bares y panaderías.
En la actualidad dispone de un variado surtido de productos que se distribuyen por Europa, y entre otras actividades patrocina eventos deportivos, como el equipo Gresini Racing de MotoGP.